# William Hewson
William Hewson (Hexham, 14 novembre 1739 – Londra, 1º maggio 1774) è stato un anatomista britannico.
William Hewson è stato definito il padre dell'ematologia, nella metà del XVIII secolo ha migliorato le nostre conoscenze sui globuli rossi e i globuli bianchi, ha approfondito la struttura del sistema linfatico negli esseri umani, pesci e anfibi e ha esplorato le funzioni del timo e della milza. Infine ha indagato sullo pneumotorace, termine introdotto proprio da Hewson, e l'enfisema chirurgico. La sua vita, stroncata a 35 anni, è stata spesso intrecciata con quelle dei fratelli William Hunter e John Hunter, Alexander Monro (secundus) e Benjamin Franklin.

## I primi anni e l'educazione
Figlio di un rispettato farmacista-chirurgo e sua moglie, fu uno di 11 figli, ma solo lui e tre sorelle erano ancora vivi, quando il padre morì nel 1767. William frequentò il liceo di Hexham, successivamente ricevette la sua prima educazione medica dal padre; in seguito scelse di seguire come maestro Lambert, un eminente medico chirurgo di Newcastle. Dopodiché proseguì i suoi studi tra Edimburgo, Parigi e Londra.

## Gli anni a Londra
Nel 1759, Hewson, andò ad abitare a Londra, dove frequentò le lezioni di chirurgia di John Hunter, le lezioni di anatomia di William Hunter, quelle di fisica di Hugh Smith e quelle di ostetricia di Colin Mackenzie. Fu inoltre allievo chirurgo al Guy's Hospital e al St. Thomas's Hospital. Divenne assistente di anatomia e, quando nel 1760 John Hunter entrò nell'esercito, Hewson iniziò a tenere le lezioni di anatomia in sua sostituzione. Nel 1762 si recò a Edimburgo per alcune conferenze e nel 1765 visitò Parigi e i Paesi Bassi. Il 10 luglio 1770 sposò Maria Stevenson, amica e corrispondente di Benjamin Franklin. Ebbero due figli e, Thomas, il più grande aveva solo 3 anni quando Hewson morì di setticemia dovuta a un'infezione causata dalla decomposizione di un corpo nella sala anatomica. Un mese dopo la sua morte prematura nacque un'altra figlia. I documenti di Hewson si trovano sia nelle mani di privati sia presso i suoi discendenti negli Stati Uniti. Alcuni suoi preparati anatomici si trovano all'Università di Glasgow, nell'Hunterian Museum.

## La Ricerca e gli studi
Hewson si occupò del sistema linfatico e del sangue, nel 1770 fu eletto membro della Royal Society e ricevette la medaglia Copley per aver dimostrato l'esistenza del sistema linfatico nei pesci, nei rettili e negli uccelli. Hewson continuò a lavorare sul sistema linfatico e sul sangue ed ebbe grande successo come insegnante di anatomia.

### Hewson e le cellule del sangue

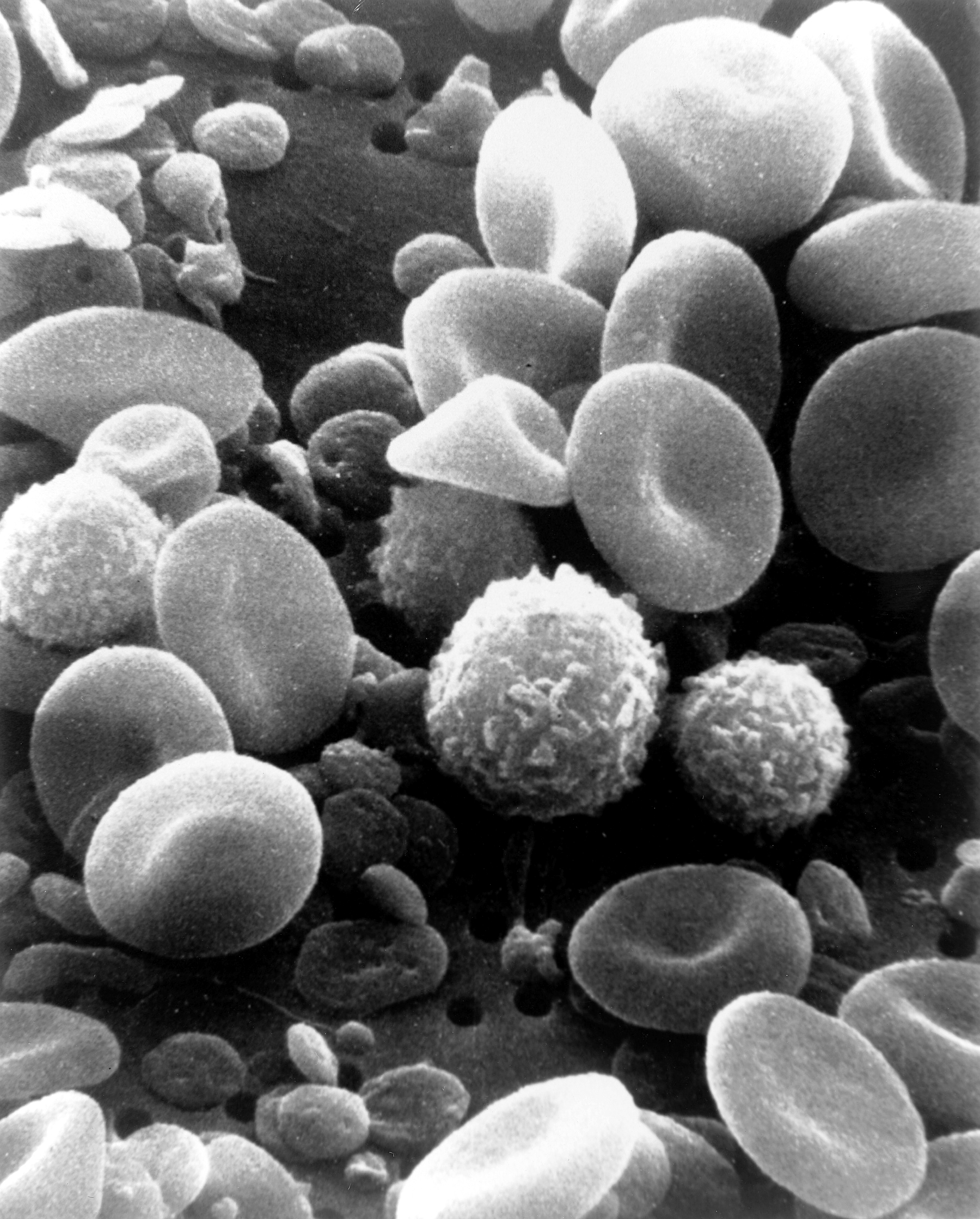
Cellule del sangue

Hewson confermò che le "vescicole rosse" (cioè i globuli rossi), non sono di forma sferica, come si era creduto fino a quel momento, ma di forma discoidale. Essi, però, divengono sferici aggiungendo acqua al sangue. Egli riteneva che la parte centrale dei globuli rossi fosse un corpo solido, da lui chiamato "particella centrale". Questa parte infatti risultava essere più densa. In seguito, studiò le proprietà del siero e le condizioni che interferiscono con la coagulazione della linfa coagulabile (fibrinogeno). Egli osservò le reazioni che avvenivano in diverse situazioni: all'interno dei vasi, quando fuoriesce dai tessuti e quando viene prelevata dal corpo.
Hewson, quindi, concluse che "le proprietà del sangue dipendono dallo stato dei vasi sanguigni".
Avendo osservato che i liquidi tissutali e quelli contenuti nei vasi linfatici tendono a coagulare spontaneamente, Hewson concluse che questi erano analoghi alla linfa coagulabile.

#### La coagulazione del sangue
Hewson ebbe molte opportunità per studiare la coagulazione del sangue, lo fece tramite la tecnica del "cupping" (coppettazione), molto utilizzata a quei tempi. Egli vide il coagulo quando colpì il sangue con una bacchetta di vetro e pensò che la coagulazione fosse stata accelerata dal contatto con l'aria. Ipotizzò che il segreto della coagulazione stesse nel plasma, facendo di lui il primo a descrivere il fibrinogeno, indicando la via agli altri per le successive scoperte della trombina, protrombina e la cascata della coagulazione ematica.

### Sistema linfatico
Thomas Bartholin fu un anatomista danese famoso per aver dato il nome all' omonima ghiandola, aver descritto per primo il sistema linfatico umano e il dotto toracico. Come molti di coloro che lo seguirono, credeva che i canali linfatici erano estensioni delle arterie e non un sistema separato.
Hewson con i suoi studi, in vitro e in vivo, smentì questa teoria dimostrando che il sistema linfatico non fa parte del sistema sanguigno. Dimostrò le proprietà assorbenti dei vasi linfatici con l'iniezione di un colorante o sostanze nocive in animali da esperimento.
Hewson andò oltre, dimostrò che le sostanze nocive non sono assorbite solo tramite i villi intestinali, ma l'agente nocivo può entrare nel corpo anche tramite il sistema linfatico. Notò che le ghiandole ascellari spesso si gonfiavano in seguito al cancro della mammella, anche quando il seno veniva rimosso, la ghiandola poteva comunque continuare ad infettare l'organismo e rinnovare la malattia.

#### Il timo

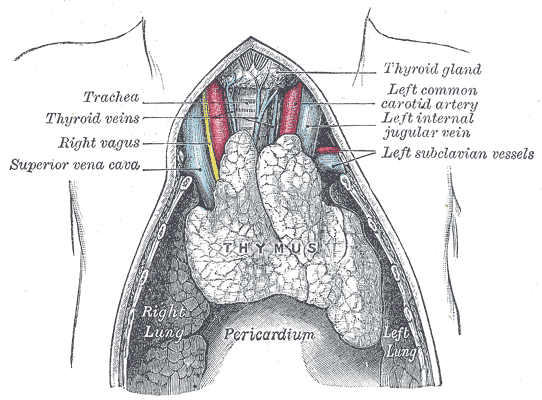
Il Timo

Per quanto riguarda il timo, si considerava che esso fosse un'appendice delle ghiandole linfatiche, per molti esso formava le particelle centrali del sangue nel feto e nei primi anni di vita. Hewson osservò che il timo era più sviluppato nei giovani che negli anziani e si contraeva rapidamente in dimensioni e peso durante le malattie croniche o acute, quindi ipotizzò che qualcos'altro dovesse prendere il suo posto negli anziani.